# Floesjön
Floe Lake är en insjö i Kootenay nationalpark i British Columbia i Kanada. Den kan bara nås via en 10,7 km lång vandringsled  som börjar från en markerad plats vid väg 93.
Det finns en campingplats vid sjön, och en parkvaktsstuga med personal från Parks Canada.
En bild på Floesjön finns på väggen vid tullkontrollen på Calgary International Airport.